# Juan de Paredes
Joan Bonet de Paredes, conegut com a Juan de Paredes, (Oriola, meitat del segle xvii - Toledo, 1710), va ser un mestre de capella i compositor valencià. Desenvolupà els càrrecs de notari de la Inquisició a Toledo (1688), capellà de Las Descalzas Reales de Madrid (1691), i mestre de capella de la catedral de Toledo (1706). Entre les seues obres, hi figuren Tonos y Solos.

## Trajectòria
Segons López Calo va començar a exercir de mestre de capella l'any 1680 a Berlanga i, posteriorment a Palència i Segòvia durant el 1684. Prop del 1686 va ser mestre de capella al reial monestir de la Encarnación de Madrid. Durant els últims anys de la seva vida va obtenir la plaça de la seu metropolitana i primada de Toledo.
La major part de la seva obra es conserva a les catedrals de Segòvia i Toledo, tot i que algunes obres seves també es localitzen al fons musical CMar (Fons de l'església parroquial de Sant Pere i Sant Pau de Canet de Mar), així com a la Biblioteca de Catalunya i a l'Arxiu de Montserrat.